# Cecília Gonzaga
Cecília Gonzaga (Mântua, 18 de janeiro de 1426 – Mântua, 3 de novembro de 1451) foi uma nobre e freira italiana. Ela cresceu em Mântua, na corte dos pais, onde foi instruída em diversas matérias na escola fundada por eles que também era frequentada por outros nobres. Tornou-se freira após recusar casamento, e entrou para o convento de Santa Lúcia, onde viveu até a sua morte.

## Família
Cecília era a segunda filha, sétima e penúltima criança nascida de João Francisco Gonzaga, Marquês de Mântua e de Paula Malatesta.
Os seus avós paternos eram Francisco I Gonzaga e Margarida Malatesta. Os seus avós maternos eram Malatesta IV Malatesta e Isabel de Varano.
Ela teve sete irmãos, entre eles: Luís III Gonzaga, sucessor do pai, marido de Bárbara de Brandemburgo, Margarida, esposa de Leonel d'Este, marquês de Ferrara, de Módena e Régio, etc.

## Biografia
Cecília foi ensinada por Vittorino da Feltre ao lado dos irmãos, na escola fundada pelos pais, Ca'Zoiosa ou Casa Gioisa, e por isso, ela falava latim e grego – ela já lia os evangelhos em grego antes dos oito anos de idade – sabia, na gramática, declinação e a conjugação dos verbos antes dos sete anos, além de conhecer as obras espirituais de João Crisóstomo, arcebispo de Constantinopla do Império Bizantino. A mãe dela, Paula, que tinha uma reputação de estudiosa, foi elogiada pelas pessoas da época por ter orquestrado a educação humanista da filha.
Em 1443, o humanista e futuro Patriarca de Veneza, Gregorio Correr, escreveu uma carta para Cecília. Os dois tinham estudado juntos na mesma escola. Em sua carta, ele fala sobre o desejo dela de entrar para um convento, e lhe oferece conselho sobre fugir do mundo. Correr planejava fortalecer a determinação dela de entrar para um convento contra a vontade do pai. Próximo ao final da carta, ele toca no assunto dos estudos e leituras de Cecília. Ele a proíbe de ler literatura ou poesia seculares, e a incita a ler os salmos, e os primeiros patriarcas cristãos. Ele se pergunta por que algumas pessoas procuram a "eloquência alienígena" de obras "pagãs" quando "nós temos tamanha abundância de nossa própria eloquência cristã?". Ele também a avisa para ficar longe de outro tipo de livro:
"Você também deveria considerar forasteiras essas músicas levianas, e os devaneios dos sonhadores, como aquele livro por uma fulana boba, que é chamado "O Espelho de Almas Simples". Repudie tais livros. Você não deveria ler nada que não é usado e aprovado pelos eruditos."
Porque não estava destinada a uma política matrimonial, provavelmente por constrangimentos econômicos que a impediam de constituir um dote adequado, ou porque, prometida a Oddantonio II de Montefeltro, preferiu a vida religiosa após a morte do pai, em 1444. Dissolvido o contrato de casamento, em 2 de fevereiro de 1445, Cecília, acompanhada pelos irmãos entre duas alas da multidão, ingressou no mosteiro de Santa Lúcia, da Ordem de Santa Clara, em Mântua, onde permaneceu até sua morte. Ela faleceu em 3 de novembro de 1451, com  anos de idade, e foi enterrada em Mântua.

## Medalha
Cecília é sobretudo famosa pela medalha que o seu irmão lhe dedicara, em 1447, talvez como compensação pelos seus infortúnios pessoais. Antonio Pisanello a retratou, no verso, ao lado de um unicórnio, símbolo da pureza virginal. A donzela seminua representa inocência e castidade. Segundo a lenda medieval, apenas uma mulher com tais qualidades poderia subjugar o unicórnio, feroz e imortal, que simbolizava Cristo e o conhecimento. Já a lua crescente, um símbolo da deusa virgem Diana, serve como uma alusão humanista à antiguidade clássica. A medalha, pela elegância e pureza dos motivos, é considerada a obra-prima do artista.
Um detalhe significativo no verso da medalha foi a escolha do artista de incluir como corpo do unicórnio não um cavalo, veado ou carneiro, mas sim o corpo de uma cabra, para o qual a associação predominante é a luxúria. A interpretação é que Cecília, ao se dedicar a uma vida de celibato, derrotou a natureza do apetite sexual que é herança do pecado original, segundo a interpretação cristã tradicional. Portanto, tal medalha parece com uma analogia à pintura de "Minerva (ou Pallas) e o Centauro" de Sandro Botticelli.